# 中越黄堇
中越黄堇（拉丁学名：Corydalis  balansae  Prain  in  Journ.），紫堇科植物，
本种具细长直根，全株无毛，叶背具白粉，花着生于总状花序之一侧，蒴果柱状线性，近直立。产广西各地，多生于旷地、丘陵或山地，石山潮湿地。越南北部也有。有小毒，全草拔毒，消肿、治疗痈疮肿毒、顽癣。

## 资料来源
- 《广西植物志》（第一卷）广西科学技术出版社 ISBN 7_80565_427_1/Q.4